# Apopestes undulata
Apopestes undulata är en fjärilsart som beskrevs av Felder 1874. Apopestes undulata ingår i släktet Apopestes och familjen nattflyn. Inga underarter finns listade i Catalogue of Life.